# Haiti na Letnich Igrzyskach Olimpijskich 2012
Haiti na Letnich Igrzyskach Olimpijskich 2012, które odbyły się w Londynie  reprezentowało 5 zawodników.
Był to piętnasty start reprezentacji Haiti na letnich igrzyskach olimpijskich.

## Judo
Kobiety
| Zawodniczka       | Konkurencja | 1/16                | 1/8                 | Ćwierćfinał         | Półfinał            | Pierwsza runda repasaży | Ćwierćfinał repasaży | Półfinał repasaży   | Finał               | Finał   |
| Zawodniczka       | Konkurencja | Przeciwniczka Wynik | Przeciwniczka Wynik | Przeciwniczka Wynik | Przeciwniczka Wynik | Przeciwniczka Wynik     | Przeciwniczka Wynik  | Przeciwniczka Wynik | Przeciwniczka Wynik | Pozycja |
| ----------------- | ----------- | ------------------- | ------------------- | ------------------- | ------------------- | ----------------------- | -------------------- | ------------------- | ------------------- | ------- |
| Linouse Desravine | - 52 kg     | Bundmaa 0000-0100   | NQ                  | NQ                  | NQ                  | NQ                      | NQ                   | NQ                  | NQ                  | 33.     |

## Lekkoatletyka
W każdej konkurencji mogą zakwalifikować się maksymalnie 3 osoby z minimum A oraz jedna z minimum B.
Mężczyźni
| Zawodnik       | Konkurencja        | Eliminacje | Eliminacje | Półfinał | Półfinał | Finał | Finał   |
| Zawodnik       | Konkurencja        | Wynik      | Miejsce    | Wynik    | Miejsce  | Wynik | Miejsce |
| -------------- | ------------------ | ---------- | ---------- | -------- | -------- | ----- | ------- |
| Moises Joseph  | 800 m              | 1:48,46    | 6          | NQ       | NQ       | NQ    | NQ      |
| Jeffrey Julmis | 110 m przez płotki | 13,87      | 8          | NQ       | NQ       | NQ    | NQ      |

| Zawodnik    | Konkurencja | Kwalifikacje | Kwalifikacje | Finał    | Finał   |
| Zawodnik    | Konkurencja | Rezultat     | Miejsce      | Rezultat | Miejsce |
| ----------- | ----------- | ------------ | ------------ | -------- | ------- |
| Samyr Laine | trójskok    | 16,81 m      | 10           | 16,65 m  | 11      |

Kobiety
| Zawodnik     | Konkurencja | Eliminacje | Eliminacje | Półfinał | Półfinał | Finał | Finał   |
| Zawodnik     | Konkurencja | Wynik      | Miejsce    | Wynik    | Miejsce  | Wynik | Miejsce |
| ------------ | ----------- | ---------- | ---------- | -------- | -------- | ----- | ------- |
| Marlena Wesh | 200 m       | DNS        | DNS        | NQ       | NQ       | NQ    | NQ      |
| Marlena Wesh | 400 m       | 51,98      | 3          | 52,49    | 8        | NQ    | NQ      |